# Pauline Hanson
Pauline Lee Hanson (Woolloongabba, 27 de maio de 1954) é uma política australiana, fundadora e líder do partido nacional-populista Uma Nação. Hanson representa o estado de Queensland no Senado Australiano desde as eleições federais de 2016.
Nascida Pauline Lee Seccombe, Hanson geriu um restaurante de peixe e fritas antes de entrar na política, em 1994, como membra do Conselho Municipal de Ipswich. Ela se juntou ao Partido Liberal da Austrália em 1995 e foi pré-selecionada para a Divisão Eleitoral de Oxley em Brisbane nas eleições federais de 1996. Contudo, perdeu o endosso partidário pouco antes da eleição depois de defender o fim da assistência governamental aos aborígenes australianos, mas permaneceu listada como Liberal no boletim de voto. Hanson ganhou a eleição e tomou posse como independente, antes de cofundar o Uma Nação em 1997 e se tornar a única parlamentar da sigla. Ela tentou mudar para a Divisão de Blair nas eleições federais de 1998 mas não teve sucesso. No entanto, seu partido recém-formado teve aumento na popularidade na eleição estadual de Queensland, em 1998, ganhando o segundo maior número de votos entre os demais partidos no estado.
Após sua derrota em 1998, Hanson contestou sem sucesso o resultado das eleições de 2001 como líder do Uma Nação, mas foi expulsa do partido em 2002. O júri do Tribunal Distrital considerou Hanson culpada de fraude eleitoral em 2003, mas suas condenações foram posteriormente anuladas por três juízes do Tribunal de Recursos de Queensland. Ela passou onze semanas presa antes do recurso ser ouvido.
Após a sua libertação, Hanson concorreu em várias eleições estaduais e federais como líder do Partido Austrália Unida de Pauline Hanson e como independente antes de voltar ao Uma Nação, em 2013, e novamente se tornar sua líder no ano seguinte. Ela foi derrotada por pouco na eleição estadual de Queensland em 2015, mas conseguiu ser eleita para o Senado no eleições federais 2016, junto com outros três membros do partido. Em 2022, foi reeleita nas eleições federais.